# مرد تنهای شب
مرد تنهای شب نام اولین آلبوم حبیب محبیان است که در بهار ۱۳۵۶ منتشر شد.
از این آلبوم به‌عنوان یکی از آلبوم‌های برتر موسیقی راک فارسی در دههٔ ۵۰ یاد می‌شود و کلیه آهنگسازی‌ها و تنظیم‌ها برعهده حبیب است. حبیب پس از این آلبوم تنها یک آلبوم دیگر؛ پیش از انقلاب ۱۳۵۷ منتشر کرد.
حبیب دربارهٔ روند شکل‌گیری این آلبوم می‌گوید: «مخارج ضبط موزیک برای من خیلی زیاد بود. آن زمان اگر می‌خواستم این آلبوم را به دست تنظیم کنندگانی همانند ناصر چشم‌آذر، منوچهر چشم‌آذر و اریک آرکانت بسپارم، به پول آن زمان (حدود چهار هزار تومان) هزینه تنظیم موزیک‌ها و آهنگسازی‌ها می‌شد. ولیکن چون خودم آهنگساز و موزیسین بودم، تمامی قطعات را توسط بند موزیک خودم به صورت زنده اجرا، تنظیم و ضبط کردم.»
این آلبوم در سال ۱۳۶۴ عرضهٔ مجدد شد.
حبیب ترانه‌های این آلبوم را تحت تأثیر مرگ مادر و همسر خود ساخته است.
ترانهٔ «مرد تنهای شب» از این آلبوم در شهرت حبیب نقش بسزایی داشت و او توانست با این ترانه خودش را در موسیقی ایران معرفی کند.
دو آهنگ «یاران من» و «قصه روز سیاه» از این آلبوم؛ آهنگ‌های از نوع سیاسی اجتماعی بودند و اکثراً پیش از انقلاب توسط صدا و سیمای ملی پخش نمی‌شدند.

## فهرست ترانه‌ها
| شماره | نام               | سراینده        | آهنگساز | تنظیم | مدت  |
| ----- | ----------------- | -------------- | ------- | ----- | ---- |
| ۱.    | «مرد تنهای شب»    | سعید قائم‌مقامی | حبیب    | حبیب  | ۳:۳۶ |
| ۲.    | «یاران من»        | مزدک           | حبیب    | حبیب  | ۴:۵۸ |
| ۳.    | «شب جدایی»        | حبیب           | حبیب    | حبیب  | ۵:۴۱ |
| ۴.    | «مادر»            | حبیب           | حبیب    | حبیب  | ۶:۲۷ |
| ۵.    | «قصهٔ روز سیاه»    | مزدک           | حبیب    | حبیب  | ۴:۴۰ |
| ۶.    | «نگاهم»           | حبیب           | حبیب    | حبیب  | ۴:۴۸ |
| ۷.    | «خرس کوکی»        | سعید قائم‌مقامی | حبیب    | حبیب  | ۴:۱۳ |
| ۸.    | «شهلای من»        | ناشناس         | حبیب    | حبیب  | ۳:۱۱ |
| ۹.    | «غم با تو بودن»   | حبیب           | حبیب    | حبیب  | ۵:۲۶ |
| ۱۰.   | «خواب سرخ بوسه‌ها» | کریم محمودی    | حبیب    | حبیب  | ۵:۰۰ |